# Катанда
Катанда́ (алт. Катан Туу — гривастая гора) — село в Усть-Коксинском районе Республики Алтай России. Является административным центром Катандинского сельского поселения.

## География
Находится в Катандинской степи на высоте 960 м. Село вытянуто на 3 км с юга на север по берегам рек Малой и Большой Катанды, притоков Катуни. Чтобы попасть в центр Катанды, нужно свернуть с дороги Усть-Кокса — Тюнгур налево. Из центра открывается вид на ущелье реки Нижний Кураган. Расстояние до районного центра  53 км. В 1,5 км к югу от центра села протекает Катунь.

## Археология
В окрестностях села в 1865 году академиком В. В. Радловым были исследованы первые памятники пазырыкской культуры. В Большом Катандинском кургане он впервые обнаружил подкурганную мерзлоту, благодаря которой сохранились уникальные изделия из ткани, кожи, дерева. Всего в окрестностях Катанды было раскопано несколько десятков курганов эпохи раннего железа. Археологические находки, в том числе знаменитый катандинский фрак — шуба с длинным хвостом, войлочный ковёр с цветными аппликациями, деревянные резные украшения в золотой фольге, выполненные в скифо-сибирском зверином стиле, находятся в Государственном историческом музее. Катандинские курганы показали удивительное для своего времени ювелирное мастерство пазырыкцев. Позднее были раскопаны курганы древнетюркского времени, где обнаружили погребение воина, одетого в шёлковую одежду, орнамент ткани включал китайские и иранские мотивы. В изголовье стоял серебряный сосуд с рунической надписью. В погребении были найдены меч, железные и костяные наконечники стрел, конь в полном снаряжении.

## История
Село основано в 1836 году «уклонявшимся в раскол крёщеными инородцами». Среди первых поселенцев было пять семей. Долгое время они не могли обустроиться из-за активного сопротивления местных жителей — алтайцев, но позднее победила дружба.
До революции здесь были расквартированы сибирские казаки Бикатунской казачьей линии. Здесь проживал атаман. По официальной версии, последнего казачьего атамана в чине есаула, кавалера четырёх Георгиевских крестов Александра Петровича Кайгородова в одном из домов застрелили красноармейцы, разгромив весь отряд казаков. По версии местных жителей, атаман и его отряд, прикрывая отходящее местное население, ушли через горы в Китай. В настоящее время на месте последнего сражения отряда красногвардейцев и на домике в Катанде, где останавливался отряд П. Ф. Сухова, установлены мемориальные доски. На братской могиле сооружён памятник. Уход за памятниками осуществляет возрождённая казачья община Усть-Коксинского района.

## Население
| 2010 | 2011  | 2012 | 2013 | 2014 | 2015 | 2016 |
| ---- | ----- | ---- | ---- | ---- | ---- | ---- |
| 1038 | ↗1040 | ↘985 | ↘965 | ↘931 | ↘912 | ↘905 |

## Инфраструктура
Действуют сельскохозяйственное предприятие частные фермерские хозяйства, работают метеостанция, ДРСУ, дом престарелых, больница, школа на базе которой создан музей.

## Люди, связанные с селом
В селе родился Герой Советского Союза Пимен Николаевич Наговицин.

## Достопримечательности
На окраине села, рядом с сырзаводом находится родник, целебные свойства которого ещё не изучены, но местные жители утверждают, что он помогает при ангине, болезнях ног и других заболеваниях.

## Топографические карты
- Лист карты M-45-XV Катанда. Масштаб: 1 : 200 000.